# 赤潮

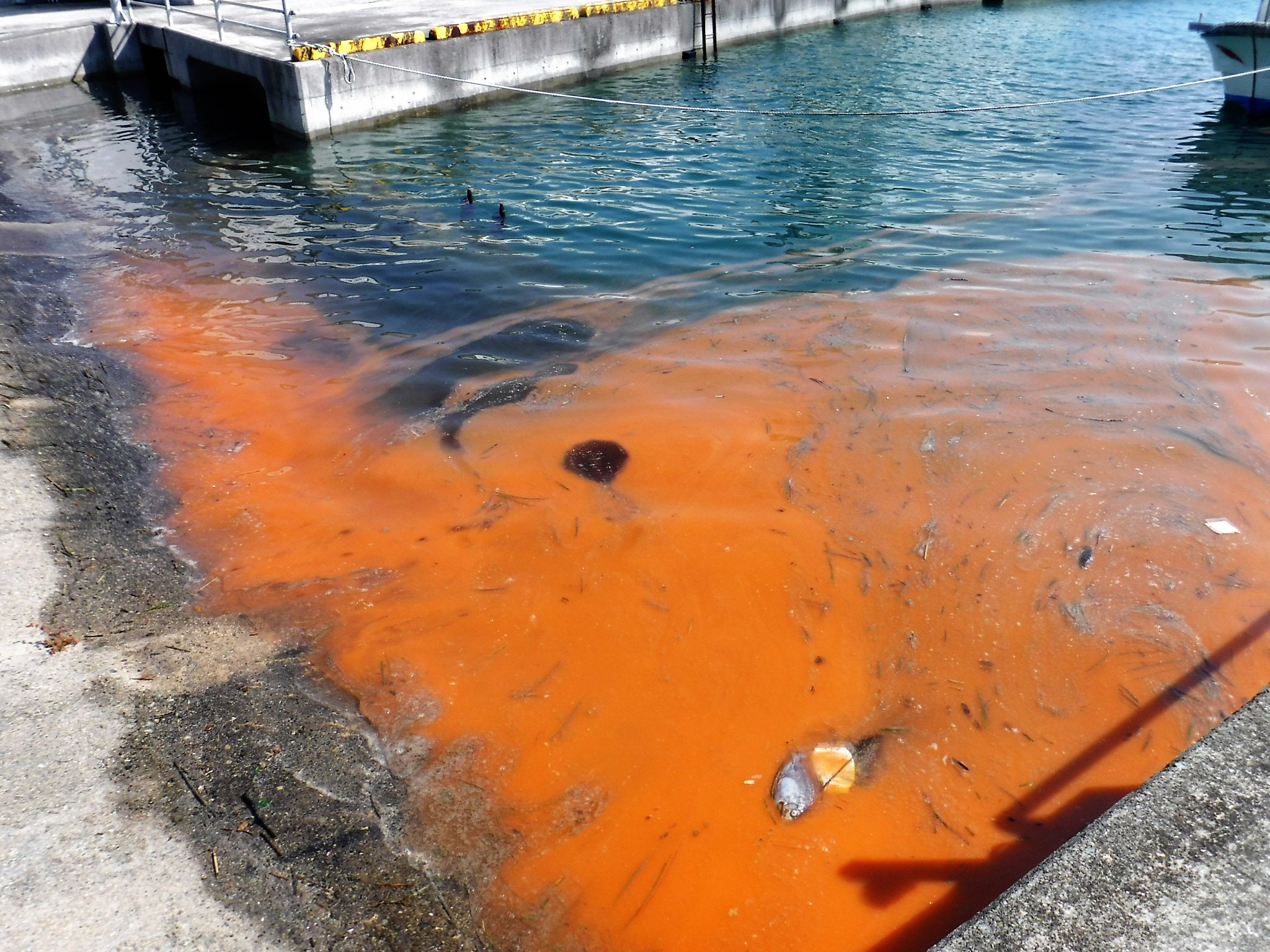
瀬戸内海での赤潮。手前は水面に浮かんだ死んだ魚（2017年）。

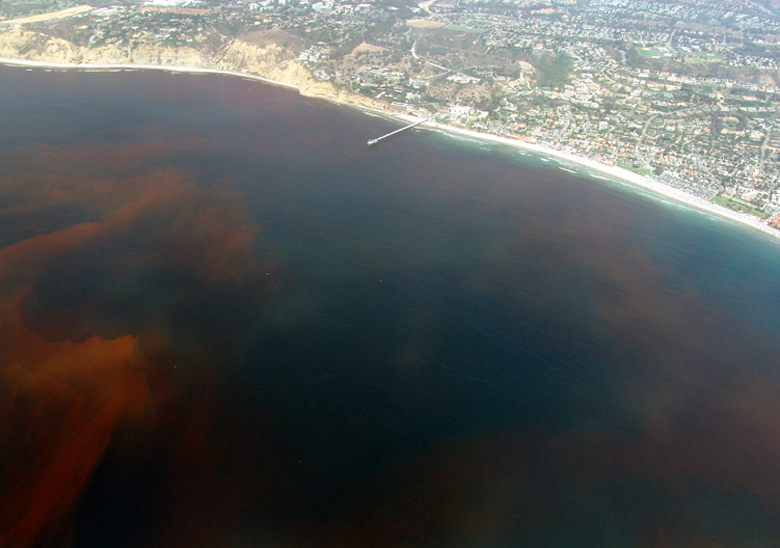
赤潮（米国カリフォルニア州ラホヤ沿岸）

赤潮（あかしお）とは、プランクトンの異常増殖により、海や湖沼などの水域の水が変色する現象である。水が赤く染まることが多いため「赤潮」と呼ばれるが、水の色は原因となるプランクトンの色素によって異なり、オレンジ色、赤色、赤褐色、茶褐色などを呈する。赤潮を引き起こす生物は、色素としてクロロフィルの他に種々のカロテノイドを持つ場合が多く、細胞がオレンジ色や赤色を呈する為にこう見える。
魚介類を死滅させ、養殖を含む漁業に大きな被害を与えることもある。プランクトンによる酸素の大量消費や魚の鰓への付着が呼吸を妨げたり、一部のプランクトンが毒素を出したりするためである。
本項では、生物を原因とする水面の変色現象全般（青潮など）についても解説する。

## 赤潮の発生

### 発生要因

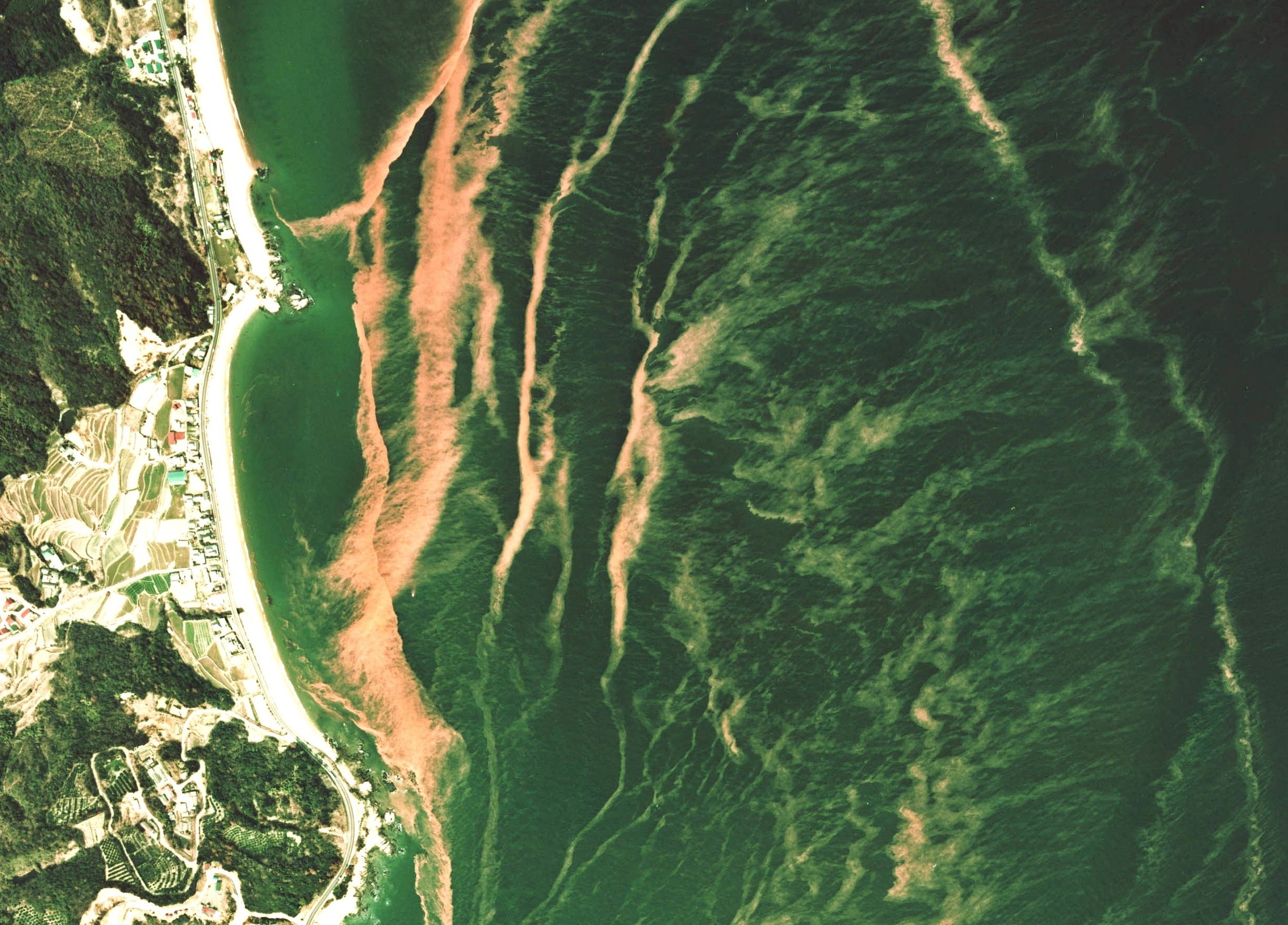
赤潮の空中写真（淡路島東岸）
（1974年）

赤潮は、水域の水温上昇や水の流動性の低下、富栄養化、工場排水、競合するプランクトンの消滅などの要因が合わさり発生するとされ、河川が流入する閉鎖的な水域で発生し易い。潮と付くものの、発生場所は海や湖沼だけとは限らず、流速の遅い河川などでも発生し得る。従来は富栄養化が赤潮発生の主要原因と問題視されてきた。また、魚類貝類養殖業の発達により、養殖生命体の老廃物、養殖用餌料、死骸による富栄養化の影響を指摘する研究者もいる。
これ以外に、プランクトンを捕食する生物の減少（浄化作用の低下）も、赤潮発生の重要な原因の1つであると考えられるようになった。干拓や埋め立てや護岸工事による浅場の減少による干潟の減少などが、プランクトンを捕食する貝などの住む場所を奪う上に、水域の水の流動を滞らせるなどの理由で、赤潮の発生も招き得るとの考え方である。
浅場に住むアサリやカキなどの貝類、エビやカニなどの甲殻類、ゴカイのような多毛類は、そこに棲む微生物やプランクトン等や有機物を餌として取り込み、海洋への栄養塩や有機物の流入を食い止めるという、いわば自然の浄化槽の役割を果たしてきた。しかし、干拓や沿岸の埋め立て、護岸工事などにより、そこにいた浅場の生物の減少（消滅）や沿岸域の水の流動性の低下（停滞水）し、これを一因としてプランクトンが大量発生すると考えられている。例えば、諫早湾の干拓事業において、干拓に伴う経済的な利害関係と並び、有明海での赤潮発生との因果関係が議論されている。
日本においては、有明海の他、瀬戸内海、東京湾、伊勢湾、大阪湾などの内湾部で赤潮の発生が多く報告されている。
また、淡水である琵琶湖でも発生が報告されている。
赤潮という用語は一般的に使われるが、科学的には「有害藻類ブルーム」（HABs: Harmful Algal Blooms）と呼ばれることが多い。これは、プランクトンの異常増殖現象のうち、魚介類や鳥類、海洋哺乳類、あるいは人間に有害な毒を産生する種が大量発生する場合や、毒を産生しない種であっても大量発生によって貧酸素水塊などを形成し、生態系に有害な影響を及ぼす現象を指す専門用語である。

### 白潮・緑潮・青潮

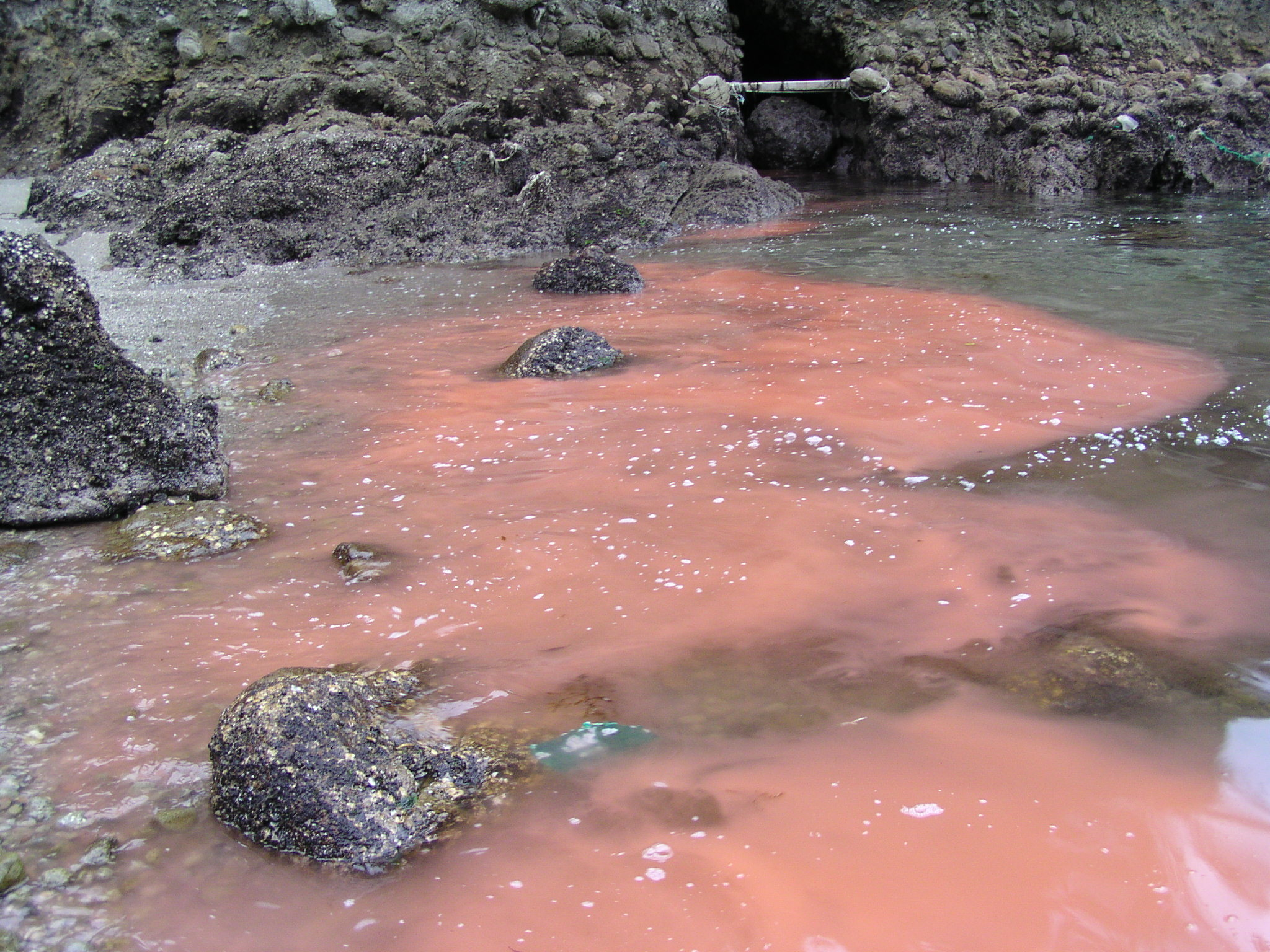
長崎県の入り江で発生した赤潮

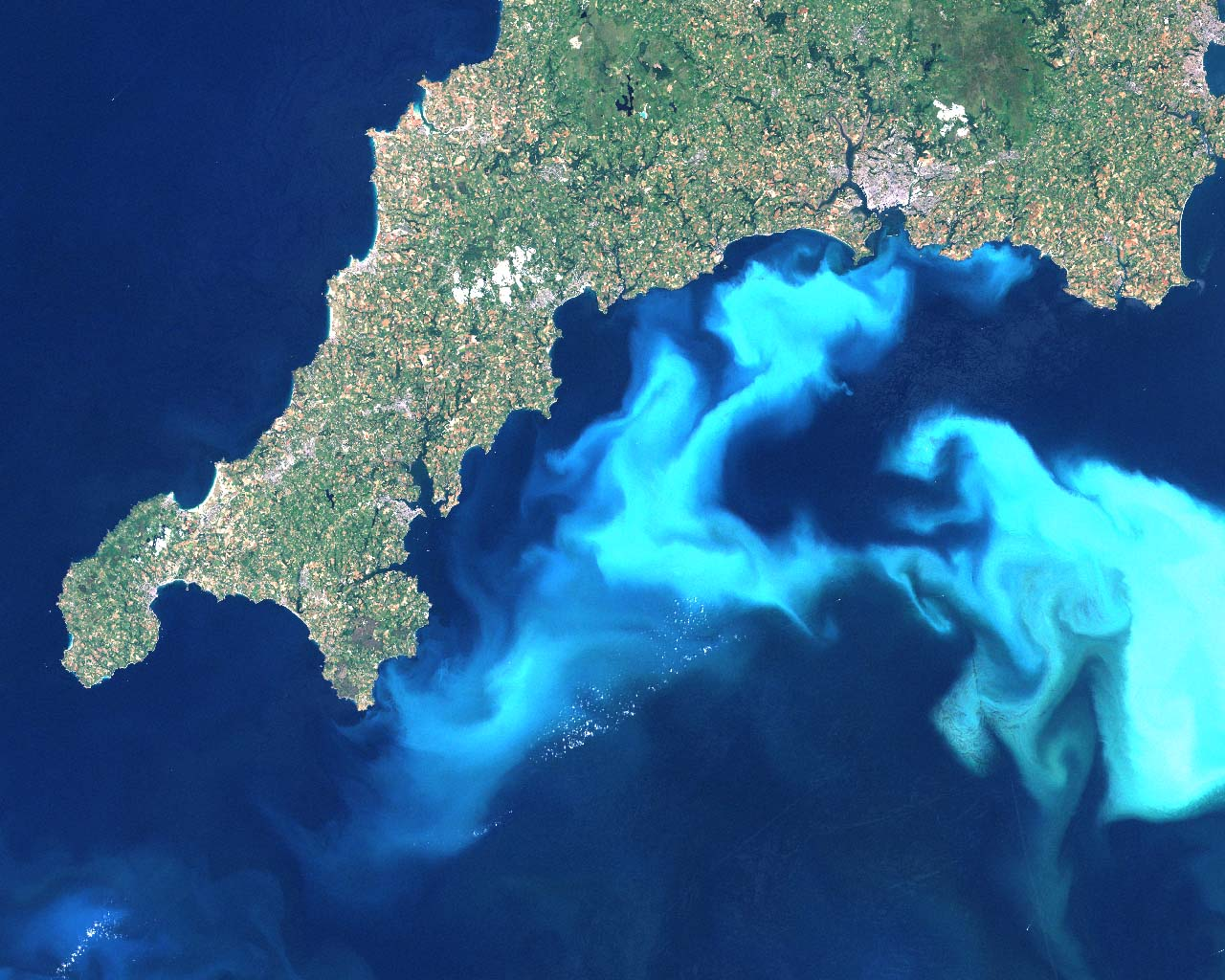
英国プリマス沖で発生した青潮

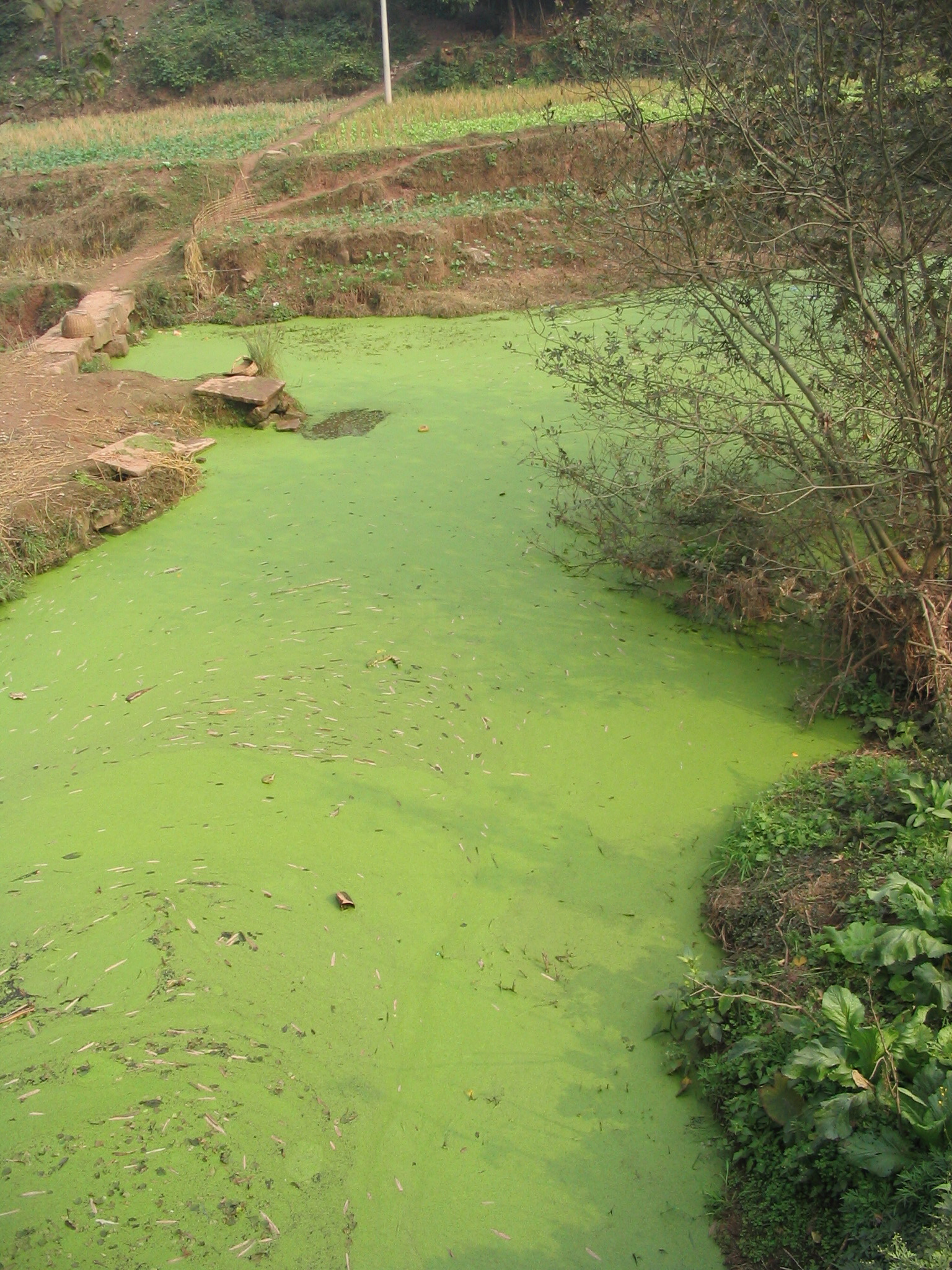
中国四川省の川面に発生したアオコ

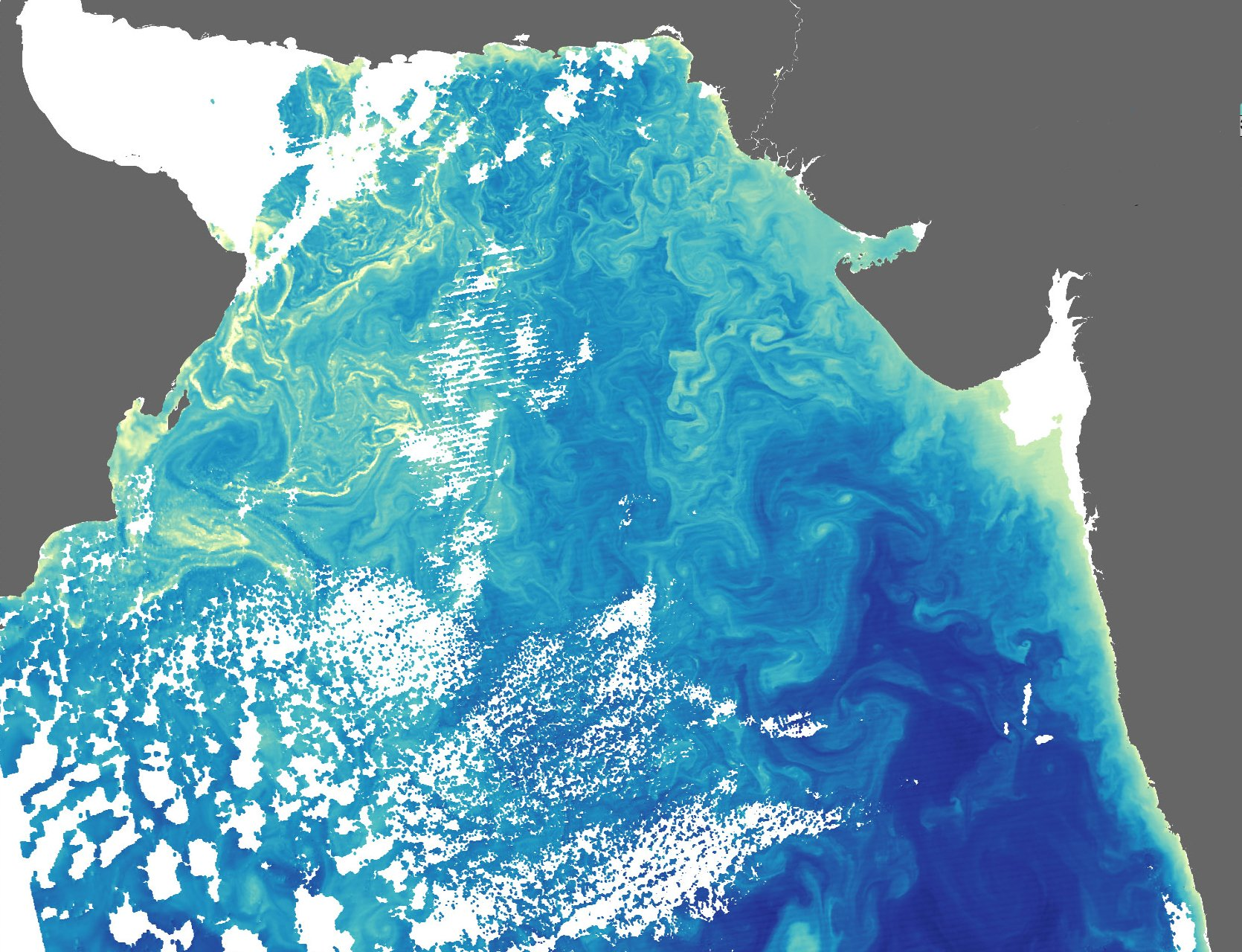
アラビア海に発生した水の華 (Phytoplankton flowering)

白潮
プランクトンの異常増殖による現象の1つである。白潮は発生回数や研究事例が少なく、その発生メカニズムには謎が多い。2020年に相模湾で発生した事例では炭酸カルシウムに覆われた円石藻の大量発生が原因であった。
緑潮（みどりしお）
これもプランクトンの異常増殖による現象の1つである。京都府北部の丹後地方では、春に渦鞭毛藻類の1種のギムノディニウムが原因の緑潮が発生することがある。
また、アオサ属の海藻が異常増殖し、海岸線に堆積する現象も緑潮と呼ぶ。海域の富栄養化が原因と考えられているが、はっきりとした因果関係は不明である。
青潮
富栄養化によりプランクトンが大量発生した後、それが死滅して底層に沈み、生分解される過程で酸素の消費で形成された貧酸素水塊が、水面に現れた状態である。赤潮などの呈色が増殖した生物自体の色であるのに対し、青潮の色は貧酸素水塊により形成された硫黄化合物に由来する。

### 気候変動の影響
地球温暖化に伴う海水温上昇や異常気象の発生頻度増加は、赤潮の発生リスクを高める要因である。特に温暖化が進行した北半球中緯度域では、赤潮の発生に適した期間が延長し、好適域が北上すると予測されている。

### 赤潮モニタリング技術
近年では衛星リモートセンシングによるクロロフィル濃度や懸濁物質分布の解析を活用し，赤潮の広域監視と早期検出が可能となった。日本国内では、宇宙航空研究開発機構（JAXA）の陸域観測技術衛星「だいち」（ALOS）に搭載された光学センサーが、沿岸域における赤潮監視に応用された実績がある。

### その他の呼称
赤潮とされる現象には、その性質や、現象を見る視点などにより様々な名称が存在する。
性質に基づく名称
苦潮、濁水、腐れ潮、菜っ葉水、すすけ潮
その他、様々な視点に基づく名称
厄水、役水、薬水、くらげ水、等

## 魚介類への影響
赤潮が魚介類に与える影響は幾つかに分類される。
- 有害赤潮プランクトンの沈降による底層溶存酸素濃度の低下。
- 鰓に有害赤潮プランクトンが詰まる事による物理的窒息。

これらの作用により、漁業、特に海産物の養殖業界では特に大きな損害が出る。
また、有毒藻である渦鞭毛藻類などの産生する毒素が貝類の体内に蓄積し、それを食べた人間に健康被害を及ぼすこともある（→貝毒）。ただし、貝毒プランクトンは低濃度でも貝を毒化させるため、赤潮から連想される水域のプランクトン増殖による着色現象は伴わない。
日本では、こういった赤潮被害が漁業や水産業に及ぼす影響を抑えるため、赤潮の発生時や発生が予想される時に、都道府県の担当部局は赤潮警報や注意報などを出して、関係機関や漁業者に注意を呼びかけることがある。

## 赤潮の抑制

### 富栄養化の防止
赤潮の原因とされてきた富栄養化を、特に閉鎖的な水域において抑制すべく、日本では地方自治体による下水道整備事業が各所で行われている。この他、人工干潟の造成も行われている。人工干潟では微生物が大量発生し、これをアサリなどの貝類が食べる事で湾内の水質改善に期待が寄せられている。また、整備如何によっては、潮干狩りや自然学習を目的としたレジャー施設の創造も期待できる。

#### 対策の転換期
瀬戸内海では過去に赤潮に伴う甚大な漁業被害があり、兵庫県では「海をきれいにする取り組み」を長年続けてきた。取り組みの1つが下水処理場の排水基準の厳格化であった。しかし、海域の窒素量が減り海がきれいになると共に、漁獲量も減少し始めた。兵庫県は、植物プランクトンの生育に必要な栄養分が減り、漁業に影響が出ていると判断し、2018年から独自に県内3カ所の下水処理場で排水基準を緩めるなど「海をきれいにし過ぎない取り組み」への転換を図った。

### ウイルスの利用
生物農薬の1種として、藻類に感染するウイルスを用いて赤潮を防除する技術の研究もある。
水産研究・教育機構水産技術研究所の実験によると、赤潮発生歴がある海域の海底の泥には原因プランクトンに感染するウイルスが棲息しており、泥をいったん凍結させて細菌や藻類を死滅させ、ウイルスを残した泥を海に戻すと、赤潮の収束が早まるという。

## 代表的な赤潮構成生物
日本近海で優占するプランクトンを列挙する。★印は大量発生種や有毒種など、防除の観点から特に重要とされる種。有害プランクトンによる赤潮は特に「有害藻類ブルーム」（HABs; Harmful Algal Blooms）と呼ばれる。プランクトンや微細藻類の毒は、貝などに取り込まれ、ヒトに摂取された場合に中毒を引き起こす。また、ヤコウチュウ（夜光虫）を因とする赤潮の場合は、夜間における発光現象が、観光資源となることもある。
珪藻
- キートケロス属 Chaetoceros spp.
- スケルトネマ・コスタツム Skeletonema costatum
- リゾソレニア属 Rhizosolenia spp.
  - リゾソレニア・インブリカータ R. imbricata
  - リゾソレニア・セティゲラ R. setigera
- タラシオシラ属 Thalassiosira spp.

ラフィド藻
- シャットネラ属 Chattonella spp.
  - シャットネラ・アンティカ C. antiqua ★
  - シャットネラ・マリナ C. marina ★
- ヘテロシグマ・アカシオ Heterosigma akashiwo ★

渦鞭毛藻（有毒渦鞭毛藻も参照）
- アレキサンドリウム属 Alexandrium spp.
- ギムノディニウム属 Gymnodinium spp.
- ヘテロカプサ・サーキュラリスカーマ Heterocapsa circularisquama
- カレニア属 Karenia : ギムノディニウム属から分離された属。有毒種を多く含む。
  - カレニア・ブレビス K. brevis （旧 Gymnodinium breve）
  - カレニア・ミキモトイ K. mikimotoi （旧 Gymnodinium mikimotoi）
- ヤコウチュウ Noctiluca scintillans
- プロロセントラム属 Prorocentrum spp.
  - プロロセントラム・ミカンス P. micans

繊毛虫
- アカシオウズムシ Mesodinium rubrum

## 文学との関係
日本の歴史上、文献に残る最初の赤潮に関わる記録は、奈良時代に成立した『続日本紀』天平3年（731年）6月13日条に記載されており、紀伊国阿氐郡（現和歌山県有田郡）沿岸で、海の色が5日間にわたり赤く染まった事例であるとされている。
また「赤潮」は俳句において夏の季語の1つとして用いられることがある。